# 呴犁湖单于
呴犁湖單于（？—前101年），在前102年－前101年任匈奴單于。
呴犁湖是前任單于兒單于的季父。兒單于死時，其子年少，匈奴於是立呴犁湖為單于。